# À genoux (roman)
À genoux (The Overlook, dans l'édition originale en anglais américain) est un roman policier de Michael Connelly, paru initialement en 2007. C'est le treizième roman mettant en scène le personnage d'Harry Bosch, inspecteur au LAPD.

## Résumé
Harry Bosch s'engage dans une investigation qui pourrait avoir des répercussions catastrophiques pour la sécurité des États-Unis : le meurtre d'un docteur ayant eu accès à un produit radioactif alors qu'il y a peu, une grande quantité de césium a été dérobée. Ce crime pourrait être associé à un plan terroriste visant à détruire une grande ville américaine. Bosch est pris dans une course contre la montre, affrontant non seulement les criminels, mais également l'Agence de sécurité intérieure et le FBI qui sont persuadés que l'affaire ne concerne pas le LAPD. Bosch s'efforcera de les contredire.

## Personnages
- Hieronymus « Harry » Bosch : Inspecteur principal du LAPD, affecté à la division « Homicide Special »

- Larry Gandle : Lieutenant au LAPD, supérieur hiérarchique de Bosch.

- Ignacio « Iggy » Ferras : Jeune inspecteur du LAPD, nouvel équipier de Bosch.

- Rachel Walling : Agente du FBI à l’unité de renseignement tactique.

- Stanley Kent : Médecin spécialisé en radiologie, victime principale de l’intrigue.

- Alicia Kent : Épouse de Stanley Kent.

- Jack Brenner : Agent du FBI responsable du dossier.

- Cliff Maxwell : Agent du FBI, collaborateur de Brenner dans l’enquête fédérale.

- Joe Felton : Médecin légiste du LAPD.

- Don Hadley : Capitaine au département de la Sécurité intérieure du LAPD.

- Jesse Mitford : Témoin clé dans l’enquête.

## Analyse
À genoux marque un retour au format plus court pour Michael Connelly, le roman étant à l’origine publié sous forme de feuilleton dans le magazine The New York Times Magazine en 2006, avant d’être remanié et enrichi pour sa parution en volume en 2007.
L’histoire commence lorsqu’un médecin nommé Stanley Kent est retrouvé assassiné sur un site surplombant la ville de Los Angeles (le Mulholland Dam Overlook). Ce meurtre attire rapidement l’attention du FBI, car il apparaît que le défunt avait accès à des substances radioactives potentiellement utilisables dans un attentat terroriste. Bosch se heurte alors à la rivalité entre les différentes agences, notamment avec l’agent spécial Rachel Walling, une ancienne relation personnelle, et avec Roy Lindell, du FBI.
Ce roman renoue avec le thème de la menace terroriste déjà évoqué dans les romans antérieurs mettant en scène Rachel Walling. Le récit alterne entre une procédure d'enquête classique et les pressions liées à une situation de sécurité nationale. Bosch, fidèle à ses méthodes d’enquête, refuse de céder aux pressions du FBI et poursuit sa propre piste, convaincu que le meurtre de Stanley Kent est une mise en scène destinée à masquer un crime d’ordre personnel.
Le roman s’inscrit également dans le fil rouge de la relation intermittente entre Bosch et Rachel Walling. Cette dernière, après leur collaboration tendue dans Los Angeles River, revient dans l’univers de Bosch pour une enquête où les deux personnages partagent une approche divergente de la justice.
Le roman a d’abord été publié sous forme de feuilleton dans le New York Times Magazine en 2006, avant d’être édité en volume en 2007. Ce format d’origine contribue à son rythme resserré, que plusieurs critiques ont comparé à celui de séries télévisées telles que 24.
À genoux fait également intervenir des personnages issus d’autres romans de l'auteur, notamment l’agent du FBI Rachel Walling, apparue dans Le Poète. L’histoire se situe à une période où Harry Bosch, après une première retraite, réintègre la division « Homicide Special » du LAPD. Il travaille avec un jeune coéquipier, Ignacio Ferras, et se trouve confronté aux tensions entre agences, notamment avec le FBI. Ces frictions soulignent le contraste entre l’approche directe de Bosch et la bureaucratie des services fédéraux

## Accueil critique
À genoux a reçu un accueil globalement favorable de la critique, en particulier pour son rythme soutenu et sa structure plus ramassée que celle des romans précédents de Michael Connelly.
Selon Publishers Weekly, c'est un thriller efficace et tendu, qui tire avantage de son format court pour maintenir une tension continue du début à la fin . La critique souligne également la dynamique intéressante entre Harry Bosch et Rachel Walling, personnage récurrent de l'univers de Connelly.
Dans le New York Times, on souligne la maîtrise toujours les codes du polar procédural, mais les utilise ici pour explorer, en peu de pages, les frictions entre institutions et la solitude croissante de Bosch.
Le Los Angeles Times considère quant à lui que le roman, bien que moins ambitieux sur le plan narratif que certains autres titres de la série, réussit brillamment à faire monter la tension autour d'une menace terroriste plausible, tout en restant centré sur l’instinct d’enquêteur de Bosch.
Du côté britannique, The Guardian estime que le roman fonctionne comme un épisode condensé d'une série télévisée policière de qualité, mais regrette que certains personnages secondaires soient sous-exploités.

## Éditions imprimées
Édition originale américaine
- (en) Michael Connelly, The Overlook, New York, Little, Brown and Company, 2007, 225 p. (ISBN 978-0-31-601895-1)

Éditions françaises
- Michael Connelly (trad. de l'anglais américain par Robert Pépin), À genoux [« The Overlook »], Paris, Éditions du Seuil, coll. « Seuil policiers », 2008, 236 p. (ISBN 978-2-02-096201-8)

Le roman à fait l'objet de huit éditions en France.

## Livre audio
La traduction française du roman (traduit de l'américain par Robert Pépin) a fait l'objet en 2008 d'une édition sous forme de livre audio, avec une narration d'Eric Herson-Macarel d'une durée de 6 heures 15 minutes.

## Adaptation télévisée
La saison 6 de la série Harry Bosch des Studios Amazon  est en partie librement adaptée de ce roman dont le premier épisodes porte le nom du roman. Les personnages et la trame de l'histoire sont les mêmes.